# José María Albareda

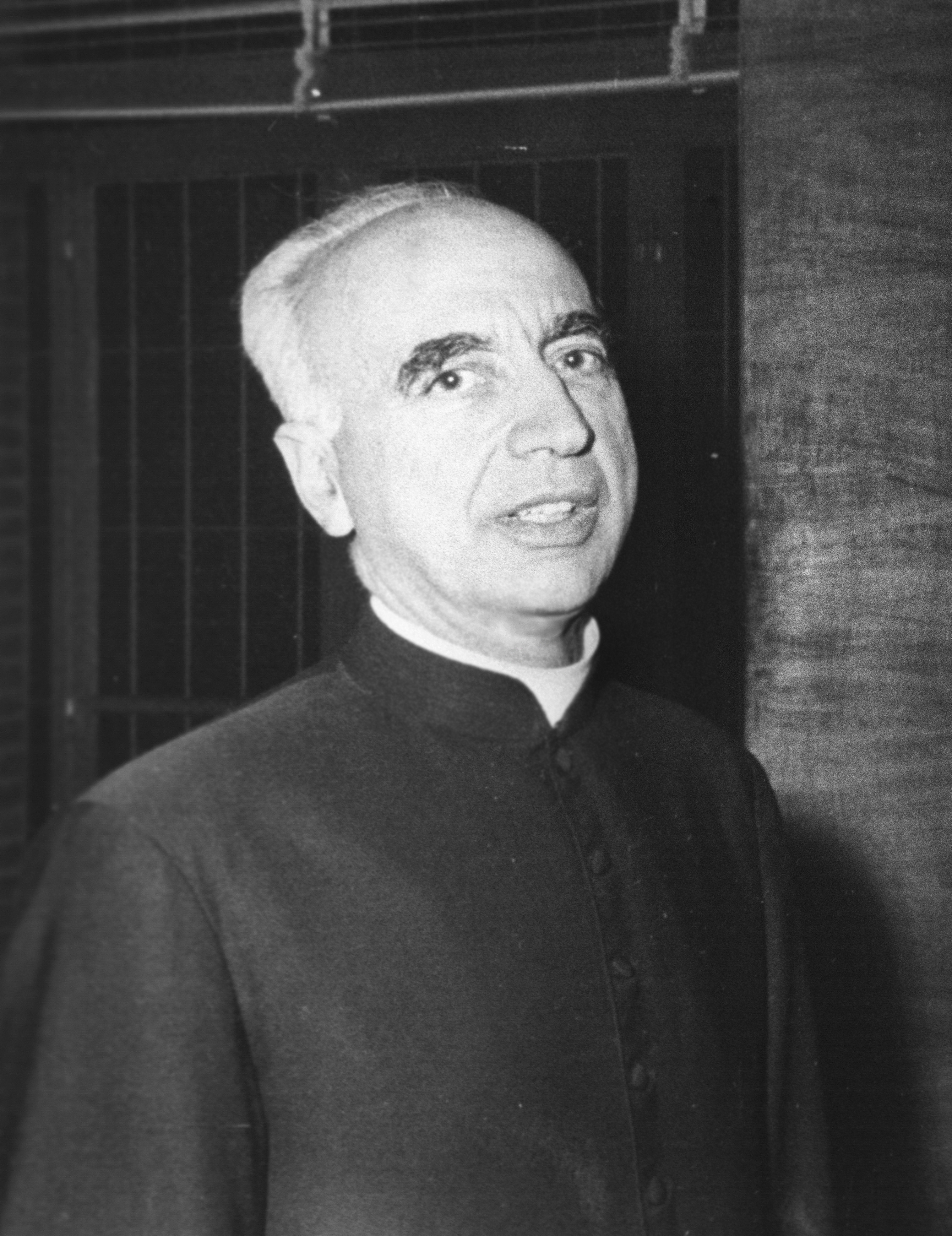
José María Albareda

José María Albareda Herrera (* 15. April 1902 in Caspe; † 27. März 1966 in Madrid) war ein spanischer Naturwissenschaftler. 
Er war Ordinarius für Angewandte Geologie an der Universität Madrid und von 1960 bis zu seinem Tod Rektor der Universität Navarra. Ferner war er Generalsekretär des Obersten Wissenschaftlichen Forschungsrates.
Er war Ehrendoktor der Universität Löwen und der Universität Toulouse. 1948 wurde er Mitglied der Päpstlichen Akademie der Wissenschaften.

## Schriften
- El suelo, Madrid 1940
- Consideraciones sobre la investigación científica, Madrid 1951.